# La prise de Tournavos
La prise de Tournavos (La presa di Tournavos) è un cortometraggio diretto da Georges Méliès (Star Film 106) della durata di circa 1 minuto in bianco e nero.
È un film a soggetto storico, dove non ci sono effetti speciali, ma diversi attori che ricreano, grazie alle articolate scenografie, una scena del passato.

## Trama
Il breve film si svolge davanti all'interno delle mura della città immaginaria di Tournavos, presso una porta, dove gli assediati si difendono sparando oltre le mura. Con le scale arrivano gli assedianti, che fanno scappare i difensori e, dopo aver cercato di sfondare la porta, pongono dell'esplosivo che scardina i battenti permettendo loro di entrare nella città.